# Клерво (аббатство)
Клерво́ (фр. Clairvaux от лат. Clara Vallis, «Ясная (Светлая) долина») — бывшее цистерцианское аббатство в Виль-су-ла-Ферте в Франции, один из пяти старейших и важнейших монастырей ордена. Основано в 1115 году святым Бернардом Клервоским. Клерво расположено на территории современного департамента Об (Шампань).
Орден цистерцианцев был основан святым Робертом Молемским в 1098 году, как орден строгого соблюдения устава святого Бенедикта. До 1113 года единственным монастырём цистерцианцев оставался Сито (фр. Cîteaux, лат. Cistercium), давший ордену название. Двумя событиями, способствовавшими стремительному росту ордена, стали назначение на пост настоятеля Сито деятельного Стефана Хардинга и вступление в ряды цистерцианцев святого Бернарда в 1112 году.
В 1113 и 1114 году были основаны два первых дочерних монастыря — Лаферте и Понтиньи, а годом позже Клерво и Моримон. Написанная Стефаном Хардингом конституция ордена «Carta Caritatis» определяла особую роль пяти старейших цистерцианских монастырей, их настоятели составляли коллегию, управлявшую делами ордена.

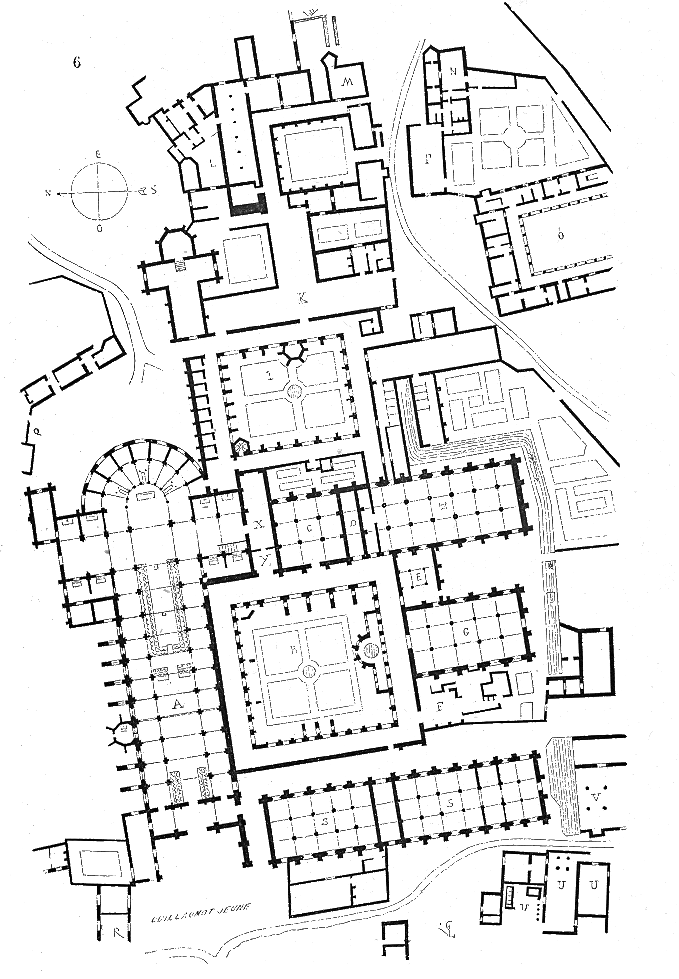
План аббатства

Клерво было основано в июне 1115 года святым Бернардом, ставшим первым настоятелем аббатства. Ещё при его жизни Клерво испытало бурный рост, в немалой степени обусловленный авторитетом основателя. Даже на фоне лавинообразного роста цистерцианских аббатств в Европе в первой половине XII века Клерво выделялось своей активностью. Ещё при жизни святого Бернарда монахами Клерво было основано 66 дочерних монастырей. В 1153 году цистерцианский орден насчитывал 345 аббатств, из которых 167 относились к ветви Клерво. Само аббатство постепенно расширялось, кроме того оно завладело большими земельными угодьями. Аббаты Клерво пользовались большим авторитетом в церкви, к их услугам в качестве дипломатических посредников прибегали как короли Франции, так и папы.
Строительство главного собора Клерво было закончено в 1145 году. Аббатство обладало одной из лучших библиотек Средневековья, кроме богословских сочинений там хранились труды по истории, философии, праву и т. д. В конце XV века число манускриптов превышало 1700, а к концу XVIII века библиотека насчитывала 3800 манускриптов и 35 тысяч печатных книг. Аббатство обладало собственным скрипторием, а после изобретения книгопечатания в нём была устроена типография.
В период Великой французской революции монастырь был закрыт, библиотека перевезена в Труа. В 1808 году аббатство было превращено в тюрьму и в таком качестве используется уже два века. В 1819 году был полностью разобран собор. В конце XX — начале XXI века были предприняты отдельные шаги, направленные на восстановление Клерво, как объекта исторического наследия: большинство сохранившихся исторических зданий было передано в ведение министерства культуры, а тюрьма перемещена в здания, построенные после 1971 года. Этот шаг позволил наконец открыть свободный доступ к сохранившимся памятникам. К настоящему времени от построек XII века сохранился лишь дом конверзов. Кроме того, сохранились монастырские здания XVII—XVIII веков. Исторические памятники Клерво находятся в процессе реставрации.
В 2009 году ЮНЕСКО включила библиотеку аббатства в реестр «Память мира».